# 噪秧鸡
，是鹤形目秧鸡科的一种鸟类。
噪秧鸡体重约585.69克，翼长约20.8厘米，喙宽度约6毫米，喙厚度约12.1毫米，嘴峰长约39.5毫米，跗蹠长约76.8毫米，尾长约83.4毫米。
噪秧鸡是留鸟，栖息在森林的中低层，是食肉动物。它们分布在塞拉利昂到刚果民主共和国和加蓬的东北部。